# 高念國
 高念國，台灣影視演員，演出作品包括《包青天》、《天眼》等，1990年代中期淡出演藝圈。

## 生平
1950年代，高念國出生於台北市，服兵役時被挑選加入憲光康樂隊，由此學會唱歌和跳舞，汲取了舞台演出經驗。他在1970年代後期至1980年代初期曾經任職電影副導演，1980年參加中視的歌手招募活動，成為十多個入選者之一，與中視簽下歌唱合約，之後在1981年播映的九點半連續劇《深秋楓又紅》飾演一個角色。高念國在1980至1994年間曾經演出電視單元劇、連續劇及電影，1993年在中華電視公司八點檔連續劇《包青天》飾演王朝，是他演藝生涯中的代表角色之一，1994年開始淡出演藝圈。

## 演出作品
以下列出高念國的演出作品

### 電影
- 《小葫蘆》（1981）
- 《誰敢惹我》（1981）
- 《瘋狂女煞星》（1981）
- 《命帶桃花》（1987）
- 《處女嬌娃性意濃》（1988）
- 《勾魂黑薔薇》（1988）
- 《明星夢》（1988）
- 《西螺七劍之情人劍》（1988）
- 《癡情浪子》（1988）
- 《第二死罪》（1989）
- 《角頭兄弟》（1989）
- 《性 丈夫 情人》（1990，趙均）
- 《慾望街車》（1992）
- 《向過去借種》（1994）

### 電視劇
- 《深秋楓又紅》（1981）
- 《天眼》之《無罪的罪人》（1990年代，陳達夫 ）
- 《天眼》之《破碎的夢》（1990年代，徐敏雄）
- 《天眼》之《失蹤》（1990年代，林志浩）
- 《包青天》（1993，王朝）
- 《包青天》（1994，王朝）

## 來源
1. ↑  . 民生報. 1980-12-30: 09 （中文）.
2. ↑  . 香港影庫.   [2020-08-18]. （原始内容存档于2020-08-18） （中文）.